# Iurie Badâr
Iurie Badâr (n. 19 octombrie 1950, satul Gîrbova, raionul Ocnița) este un economist din Republica Moldova, care a îndeplinit funcția de ministru al privatizării (iunie 1997 - martie 1998).
A absolvit facultatea de fizică și matematică a Institutului Pedagogic din Bălți, Facultatea de economie a Universității de Stat din Chișinău și Rostov pe Don, doctor în economie. În anii 1974-1980 a fost profesor la Institutul Politehnic din Chișinău, 1981-1990 - docent la catedra de economie politică a Universității de Stat din Chișinău. În 1990-1992 - consilier, locțiitorul șefului departamentului privatizare a primăriei Chișinău, în 1995-1997 membrul al Curții de Conturi, ministru al privatizării (iunie 1997 - martie 1998. În septembrie 1998 a fost numit consilier al Președintelui Republicii Moldova pentru probleme de economie și finanțe, după demisie lucrează la Institutul de proprietate intelectuală.